# Cinetica elettrochimica
La cinetica elettrochimica (da non confondersi con l'elettrocinetica) è la disciplina che studia la velocità con cui avvengono i processi elettrochimici, tra cui: sintesi elettrochimiche, produzione elettrochimica di metalli e loro raffinazione, processi elettrolitici, corrosione e produzione di energia elettrica da celle galvaniche o il suo accumulo in accumulatori.
La cinetica chimica si occupa dello studio della velocità di reazione sia delle reazioni acido-base secondo Lewis che delle reazioni di ossidoriduzione (Redox), che avvengono in situ; la cinetica elettrochimica invece si occupa dello studio della velocità di reazione in ambito elettrochimico, ossia quando un processo di riduzione (semireazione elettrodica di riduzione) ed un processo di ossidazione (semireazione elettrodica di ossidazione) avvengono contemporaneamente tramite la circolazione di elettroni in un circuito elettrico esterno.

## Meccanismo di un processo elettrochimico
Un generico processo elettrochimico può essere visto come il susseguirsi di più stadi, che formano il meccanismo di reazione. Tali stadi possono essere (ma non necessariamente tutti presenti):[La bibliografia non ha la sufficiente autorevolezza ed il testo seguente è stato in parte corretto]
- semireazioni elettrodiche di ossidazione e di riduzione;
- adsorbimento/desorbimento delle specie chimiche coinvolte nelle semireazioni di elettrodo;
- cristallizzazione della specie elettroattiva in corrispondenza della superficie degli elettrodi;
- trasporto di carica elettrica in corrispondenza della superficie degli elettrodi.
- eventuali altre reazioni chimiche che precedono o seguono le semireazioni elettrodiche;
- trasporto di materia dei reagenti dal bulk dell'elettrolita al piano di reazione;
- trasporto di materia dei prodotti dal piano di reazione al bulk dell'elettrolita.

Ognuno di tali stadi avviene in genere a velocità differenti e lo stadio più lento rappresenta lo stadio cineticamente determinante, il quale controlla la velocità del processo elettrochimico globale.

## Velocità di un processo elettrochimico
I processi elettrochimici, esclusa la produzione di energia elettrica, possono avvenire lavorando a intensità I di corrente imposta ed automaticamente a densità i di corrente imposta e, quindi, le altre variabili, potenziali di elettrodi compresi, si assestano automaticamente; oppure lavorando a potenziale di elettrodo imposto (quello della semireazione di elettrodo più importante) e, quindi,  le altre variabili, compreso l'altro potenziale di elettrodo, si assestano automaticamente. La loro velocità in una cella elettrochimica può essere modificata variando:
- la intensità I di corrente applicata e, quindi, a parità di area elettrodica la densità i di corrente applicata;
- la tensione applicata ai morsetti;
- l'area superficiale dell'elettrodo;
- la natura chimica dell'elettrodo;
- deprimendo la velocità degli eventuali processi parassiti.

La velocità di una reazione elettrochimica è legata all'intensità di corrente circolante nella cella elettrochimica tramite le leggi di Faraday sull'elettrolisi. In assenza di processi parassiti, lavorando a intensità I di corrente imposta, essa e solo essa impone la velocità di reazione. Nei processi elettrochimici, controllati cineticamente dal trasporto di carica elettrica, la densità di corrente è legata alla tensione applicata ai morsetti della cella dalla equazione di Butler-Volmer, che, nel caso di tensione elevata, si riduce alla legge di Tafel. Sono state inoltre elaborate forme più complesse dell'equazione di Butler-Volmer, che legano la densità di corrente e la tensione anche nel caso di controllo cinetico per trasferimento di materia, per reazione chimica, per cristallizzazione o anche nel caso più generale di controllo misto. Lavorando a potenziale di elettrodo imposto, è possibile modificare la velocità di una reazione elettrochimica modificando opportunamente la tensione applicata ai morsetti della cella, perché ciò comporta una variazione della densità i di corrente e, quindi, per una data area elettrodica, della intensità I di corrente.  All'aumentare della tensione applicata aumenta la velocità di reazione.

### Effetto dell'area dell'elettrodo
A potenziale di elettrodo imposto e, quindi, a densità i di corrente fissata, la velocità di una reazione elettrochimica ovviamente aumenta all'aumentare della area dell'elettrodo semplicemente perché, per rimanere costante la densità di corrente, deve aumentare l'intensità di corrente

### Effetto della natura dell'elettrodo
La variazione della velocità di un processo elettrochimico al variare della natura chimica dell'elettrodo (nel caso in cui l'elettrodo sia inerte dal punto di vista chimico) viene studiata nell'ambito dell'elettrocatalisi.
In particolare si è visto che, anche se gli elettrodi non vengono consumati durante lo svolgersi della reazione, al variare della loro natura varia la densità di corrente di scambio (che compare nell'equazione di Butler-Volmer e nella legge di Tafel) e di conseguenza la velocità del processo elettrochimico.

## Sovratensione
Durante lo svolgersi del processo elettrochimico si hanno delle dissipazioni di energia, che determinano delle variazioni di differenza di potenziale, dette sovratensioni.
Esistono diverse tipologie di sovratensioni, ciascuna associata ad un determinato stadio del meccanismo di reazione. Le sovratensioni maggiori sono quelle associate allo stadio cineticamente determinante, per cui per diminuire tali dissipazioni è necessario aumentare la velocità dello stadio cineticamente determinante, aumentando di conseguenza la velocità del processo globale. Ad esempio se lo stadio cineticamente determinante è il trasporto di materia è possibile utilizzare un elettrodo a disco rotante per velocizzare l'intero processo.